# Élections sénatoriales de 2014 dans l'Aube
Les élections sénatoriales de 2014 dans l'Aube ont lieu le dimanche 28 septembre 2014. Elles ont pour but d'élire les deux sénateurs représentant le département au Sénat pour un mandat de six années.

## Contexte départemental
Lors des élections sénatoriales du 21 septembre 2008 dans l'Aube, deux sénateurs ont été élus au scrutin majoritaire : Philippe Adnot et Yann Gaillard, tous deux sénateurs sortants, non inscrit proche du centre-droit pour le premier,  UMP pour le second. Philippe Adnot est à nouveau candidat en 2014, tandis que Yann Gaillard se retire et souhaite passer le flambeau à François Baroin, député, maire de Troyes.  
Depuis 2008, le collège électoral, constitué des grands électeurs que sont les sénateurs sortants, les députés du département, les conseillers régionaux, les conseillers généraux et les délégués des conseils municipaux, a été largement renouvelé par des élections législatives de 2012 qui malgré le changement de majorité à l'Assemblée conserve à droite les trois circonscriptions du département; les élections régionales de 2010 qui ont confirmé la majorité de gauche au conseil régional de Champagne-Ardenne, les élections cantonales de 2011 qui ont permis à la droite de conserver sa nette majorité au conseil général et surtout les élections municipales de 2014 qui, à contre-courant du mouvement national, ont vu la gauche résister dans ce département qui ne lui est pas favorable.  

## Rappel des résultats de 2008
| Candidat et parti politique | Candidat et parti politique | Candidat et parti politique | Premier tour | Premier tour | Second tour | Second tour |
| Candidat et parti politique | Candidat et parti politique | Candidat et parti politique | Voix         | %            | Voix        | %           |
| --------------------------- | --------------------------- | --------------------------- | ------------ | ------------ | ----------- | ----------- |
|                             | Philippe Adnot              | DVD                         | 619          | 65,99        |             |             |
|                             | Yann Gaillard               | UMP                         | 417          | 44,46        | 453         | 49,67       |
|                             | Bernard de La Hamayde       | UMP                         | 365          | 38,91        | 326         | 35,75       |
|                             | Daniel Lebeau               | PS                          | 140          | 14,93        | 133         | 14,58       |
|                             | Thierry Pavot               | PS                          | 75           | 8,00         |             |             |
|                             | Pierre Mathieu              | PCF                         | 60           | 6,40         |             |             |
|                             | Marie-Françoise Pautras     | PCF                         | 46           | 4,90         |             |             |
|                             | Bruno Subtil                | FN                          | 19           | 2,03         |             |             |
|                             |                             |                             |              |              |             |             |
| Inscrits                    | Inscrits                    | Inscrits                    | 958          | 100,00       | 958         | 100,00      |
| Abstentions                 | Abstentions                 | Abstentions                 | 4            | 0,42         | 16          | 1,67        |
| Votants                     | Votants                     | Votants                     | 954          | 99,58        | 942         | 98,33       |
| Blancs et nuls              | Blancs et nuls              | Blancs et nuls              | 16           | 1,68         | 30          | 3,18        |
| Exprimés                    | Exprimés                    | Exprimés                    | 938          | 98,32        | 912         | 96,82       |

## Sénateurs sortants
| Sénateur | Sénateur       | Parti | Fonctions lors de l'élection en 2008           |
| -------- | -------------- | ----- | ---------------------------------------------- |
|          | Yann Gaillard  | UMP   | Sénateur sortant, conseiller régional          |
|          | Philippe Adnot | DVD   | Sénateur sortant, président du conseil général |

## Collège électoral
En application des règles applicables pour les élections sénatoriales françaises, le collège électoral appelé à élire les sénateurs de l'Aube en 2014 se compose de la manière suivante :
| Délégués des communes                                                                         |                        |                       |                       |          |                     |
|                                                                                               | Conseillers municipaux | Délégués / commune    | Communes concernées   | Délégués | % collège électoral |
| Délégués des communes de moins de 9 000 habitants                                             |                        |                       |                       |          |                     |
| - communes de < 100 habitants                                                                 | 7                      | 1                     | 70                    | 70       | 7,00%               |
| - communes de < 500 habitants                                                                 | 11                     | 1                     | 260                   | 260      | 21,90%              |
| - communes de < 1500 habitants                                                                | 15                     | 3                     | 73                    | 219      | 21,90%              |
| - communes de < 2 500 habitants                                                               | 19                     | 5                     | 10                    | 50       | 5,00%               |
| - communes de < 3 500 habitants                                                               | 23                     | 7                     | 8                     | 56       | 5,60%               |
| - communes de < 5 000 habitants                                                               | 27                     | 15                    | 2                     | 30       | 3,00%               |
| - communes de < 9 000 habitants                                                               | 29                     | 15                    | 3                     | 45       | 4,50%               |
| Délégués des communes de 9 000 à 29 999 habitants                                             |                        |                       |                       |          |                     |
| - communes de < 10 000 habitants                                                              | 29                     | 29                    | 0                     | 29       | 0,00%               |
| - communes de < 20 000 habitants                                                              | 33                     | 33                    | 4                     | 132      | 13,20%              |
| - communes de < 30 000 habitants                                                              | 35                     | 35                    | 0                     | 0        | 0,00%               |
| Délégués des communes de 30 000 habitants et plus                                             |                        |                       |                       |          |                     |
| - Troyes (60 013 hab.)                                                                        | 49                     | 86                    | 1                     | 86       | 8,60%               |
| Délégués des communes bénéficiant des dispositions particulières pour les communes fusionnées |                        |                       |                       |          |                     |
| Bragelogne-Beauvoir, Ferreux-Quincey                                                          |                        |                       | 2                     | 4        | 0,40%               |
| Délégués des communes                                                                         | Délégués des communes  | Délégués des communes | Délégués des communes | 952      | 95,20%              |
| Conseillers généraux                                                                          | Conseillers généraux   | Conseillers généraux  | Conseillers généraux  | 33       | 3,30%               |
| Conseillers régionaux                                                                         | Conseillers régionaux  | Conseillers régionaux | Conseillers régionaux | 10       | 1,00%               |
| Députés                                                                                       | Députés                | Députés               | Députés               | 3        | 0,30%               |
| Sénateurs                                                                                     | Sénateurs              | Sénateurs             | Sénateurs             | 2        | 0,20%               |
| Total                                                                                         | Total                  | Total                 | Total                 | 1000     | 100,00%             |

1. ↑  Dans les communes de moins de 9 000 le conseil municipal élit en son sein des délégués dont le nombre dépend de la taille de la commune.
2. ↑  Dans les communes de 9 000 à 29 999 habitants, tous les conseillers municipaux sont délégués. Il n'y a pas de délégués supplémentaires
3. ↑  Dans les communes de plus de 30 000 habitants, tous les conseillers municipaux sont délégués et, en complément, le conseil municipal désigne des délégués supplémentaires à raison d'un par tranche de 800 habitants au-delà de 30 000 habitants
4. ↑  « Dans le cas où le conseil municipal est constitué par application des articles L. 2113-6 et L. 2113-7 du code général des collectivités territoriales relatif aux fusions de communes dans leur rédaction antérieure à la loi n° 2010-1563 du 16 décembre 2010 de réforme des collectivités territoriales, le nombre de délégués est égal à celui auquel les anciennes communes auraient eu droit avant la fusion. » (Code électoral, article L284)

## Présentation des candidats
Les nouveaux représentants sont élus pour une législature de 6 ans au suffrage universel indirect par les grands électeurs du département. Dans l'Aube, les deux sénateurs sont élus au scrutin majoritaire à deux tours. Ils sont 6 candidats dans le département, chacun avec un suppléant.
| N°  | Candidats | Candidats               | Parti | Principales fonctions                                            |
| --- | --------- | ----------------------- | ----- | ---------------------------------------------------------------- |
| T01 |           | Philippe Adnot          | DVD   | Sénateur sortant, président du conseil général                   |
| S01 |           | Élisabeth Philippon     | DVD   | Conseillère générale, adjointe au maire de Troyes                |
| T02 |           | Marie-Pierre Amilhau    | FN    |                                                                  |
| S02 |           | Jean-Patrick Vernet     | FN    |                                                                  |
| T03 |           | François Baroin         | UMP   | Député, maire de Troyes                                          |
| S03 |           | Évelyne Perrot          | UDI   | Maire de Dosches                                                 |
| T04 |           | Pierre Mathieu          | PCF   |                                                                  |
| S04 |           | Marie-Françoise Pautras | PCF   | Conseillère générale, adjointe au maire de La Chapelle-Saint-Luc |
| T05 |           | Anna Zajac              | PCF   | Conseillère municipale de Troyes                                 |
| S05 |           | Bernard Grapotte        | PCF   |                                                                  |
| T06 |           | André Villalonga        | PS    | Conseiller général                                               |
| S06 |           | Djamila Haddad          | PS    | Vice-présidente du conseil régional                              |

## Résultats
|             | François Baroin      | UMP         | 739   | 76,58  |  |  |
|             | Philippe Adnot       | DVD         | 673   | 69,74  |  |  |
|             | André Villalonga     | PS          | 119   | 12,33  |  |  |
|             | Marie-Pierre Amilhau | FN          | 82    | 8,50   |  |  |
|             | Pierre Mathieu       | PCF         | 56    | 5,80   |  |  |
|             | Anna Zajac           | PCF         | 39    | 4,04   |  |  |
|             |                      |             |       |        |  |  |
| Inscrits    | Inscrits             | Inscrits    | 1 000 | 100,00 |  |  |
| Abstentions | Abstentions          | Abstentions | 11    | 1,10   |  |  |
| Votants     | Votants              | Votants     | 989   | 98,90  |  |  |
| Blancs      | Blancs               | Blancs      | 13    | 1,31   |  |  |
| Nuls        | Nuls                 | Nuls        | 11    | 1,11   |  |  |
| Exprimés    | Exprimés             | Exprimés    | 965   | 97,57  |  |  |